# Chrysolina regeli
Chrysolina regeli es un coleóptero de la familia Chrysomelidae.
Fue descrita científicamente en 2002 por Lopatin.